# Brachypogon fuscivenosus
Brachypogon fuscivenosus är en tvåvingeart som först beskrevs av Lutz 1914.  Brachypogon fuscivenosus ingår i släktet Brachypogon och familjen svidknott. Inga underarter finns listade i Catalogue of Life.